# Бубново (Смоленский район)
Бубново — деревня в Смоленском районе Смоленской области России. Входит в состав Пригорского сельского поселения. Население — 385 жителей (2010 год). 
Расположена в западной части области в 11 км к юго-востоку от Смоленска, в 8 км восточнее автодороги А141 Орёл — Витебск. В 2 км юго-западнее деревни расположена железнодорожная станция Тычинино на линии Смоленск — Рославль. 

## История
В годы Великой Отечественной войны деревня была оккупирована гитлеровскими войсками в июле 1941 года, освобождена в сентябре 1943 года.